# متنزه يوسيميتي الوطني

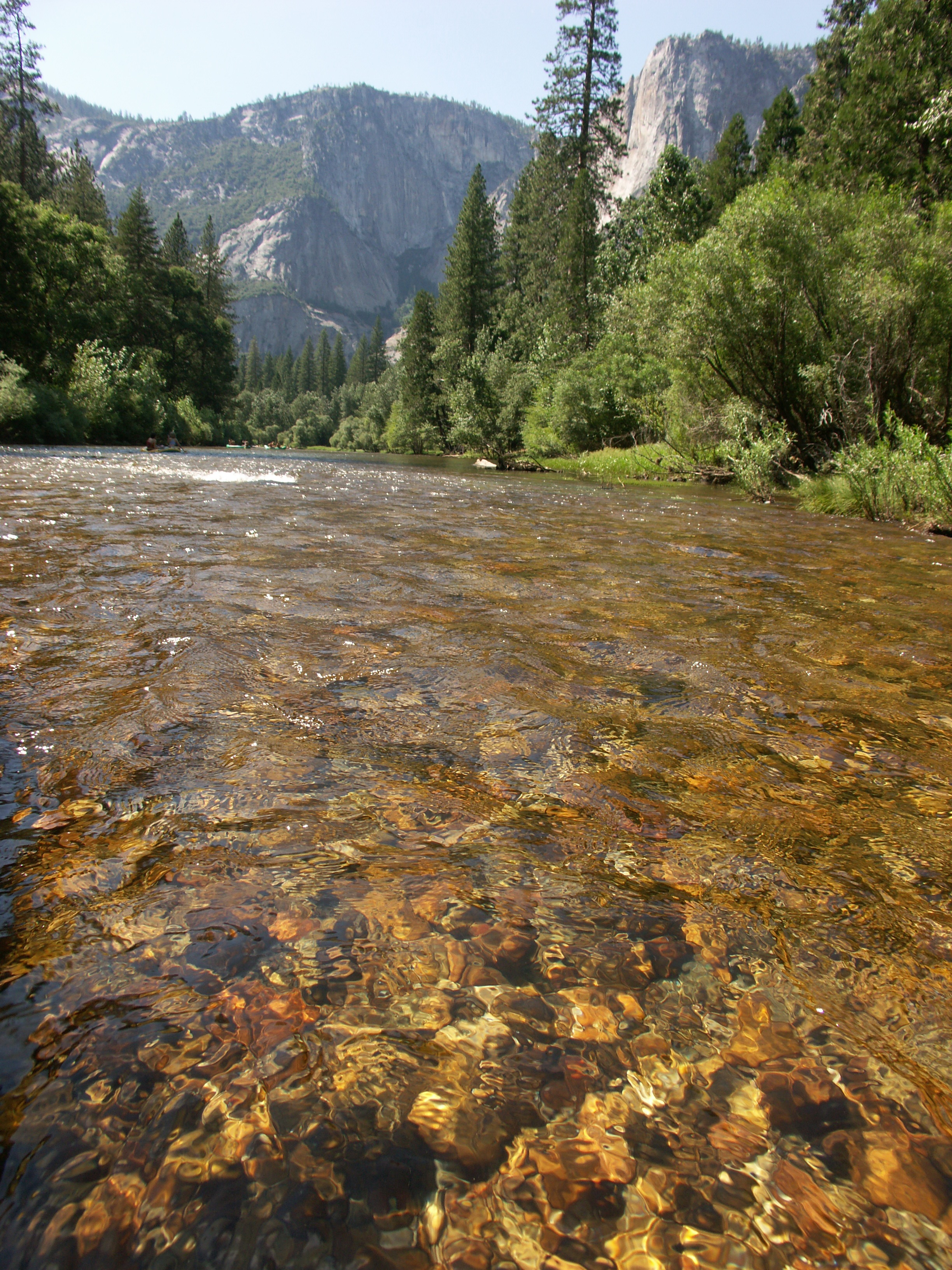
نهر ميرسد في متنزه يوسمايت الوطني

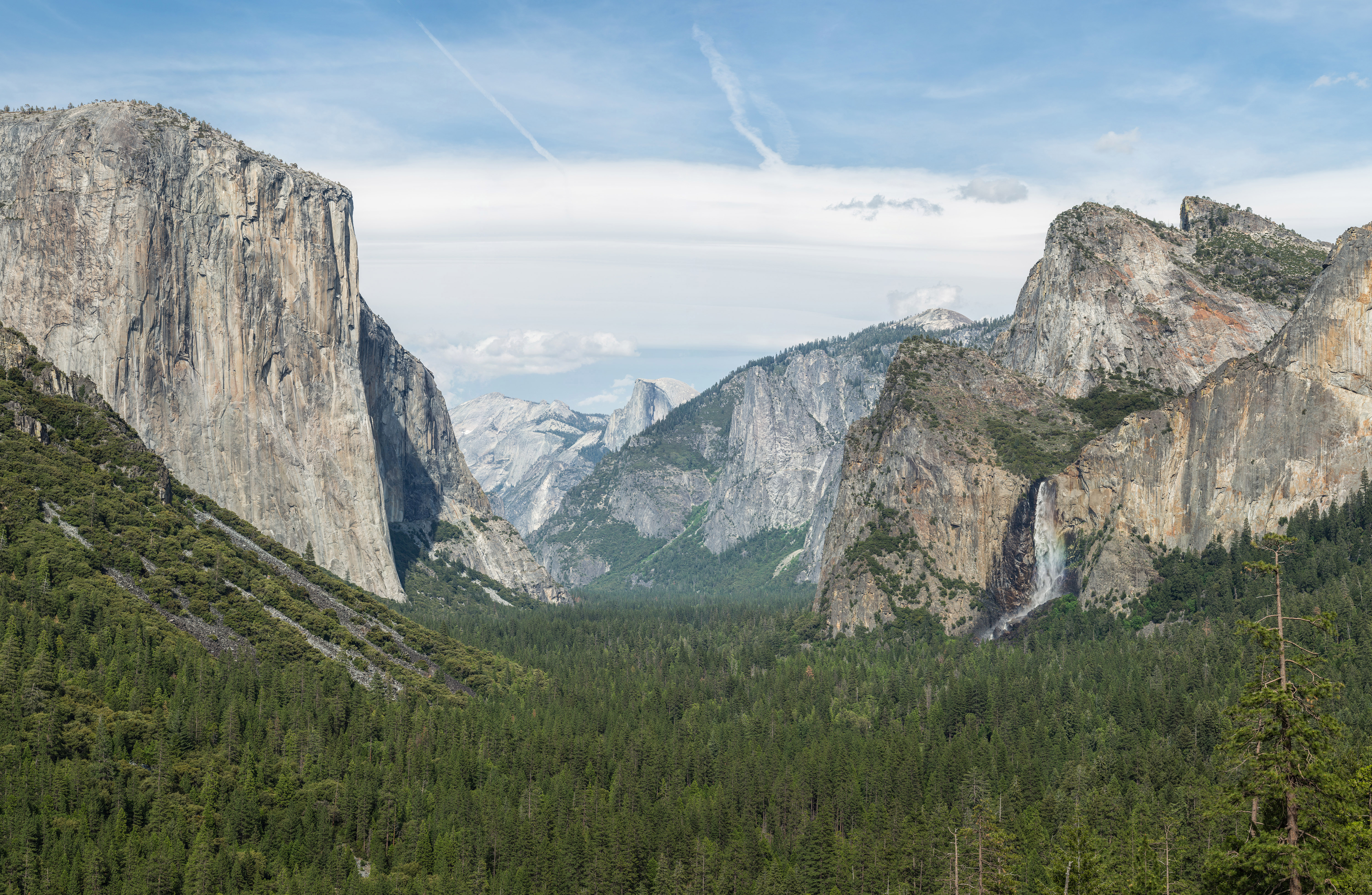
وادي يوسيميتي

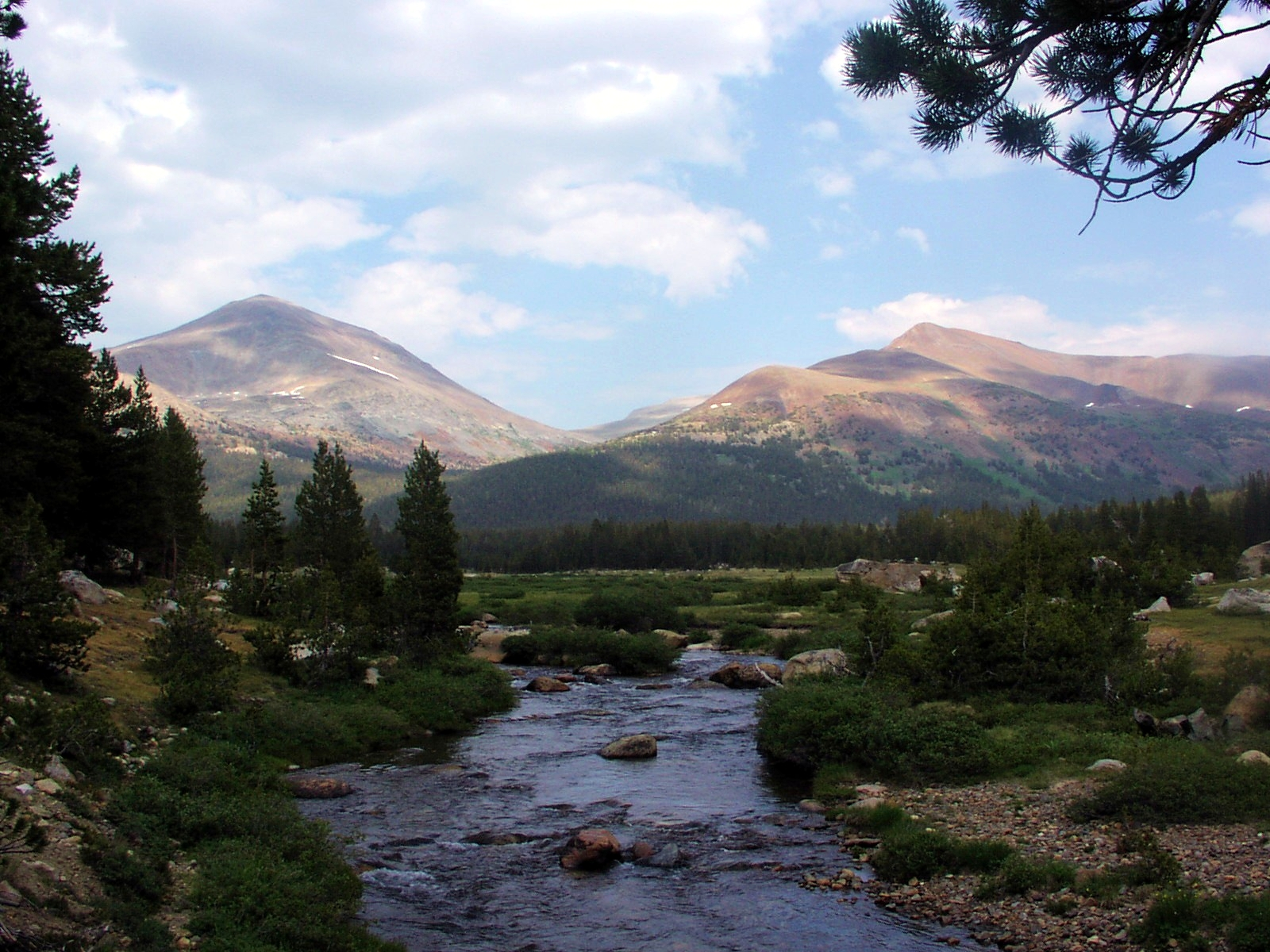
نهر تولمن في متنزه يوسمايت الوطني

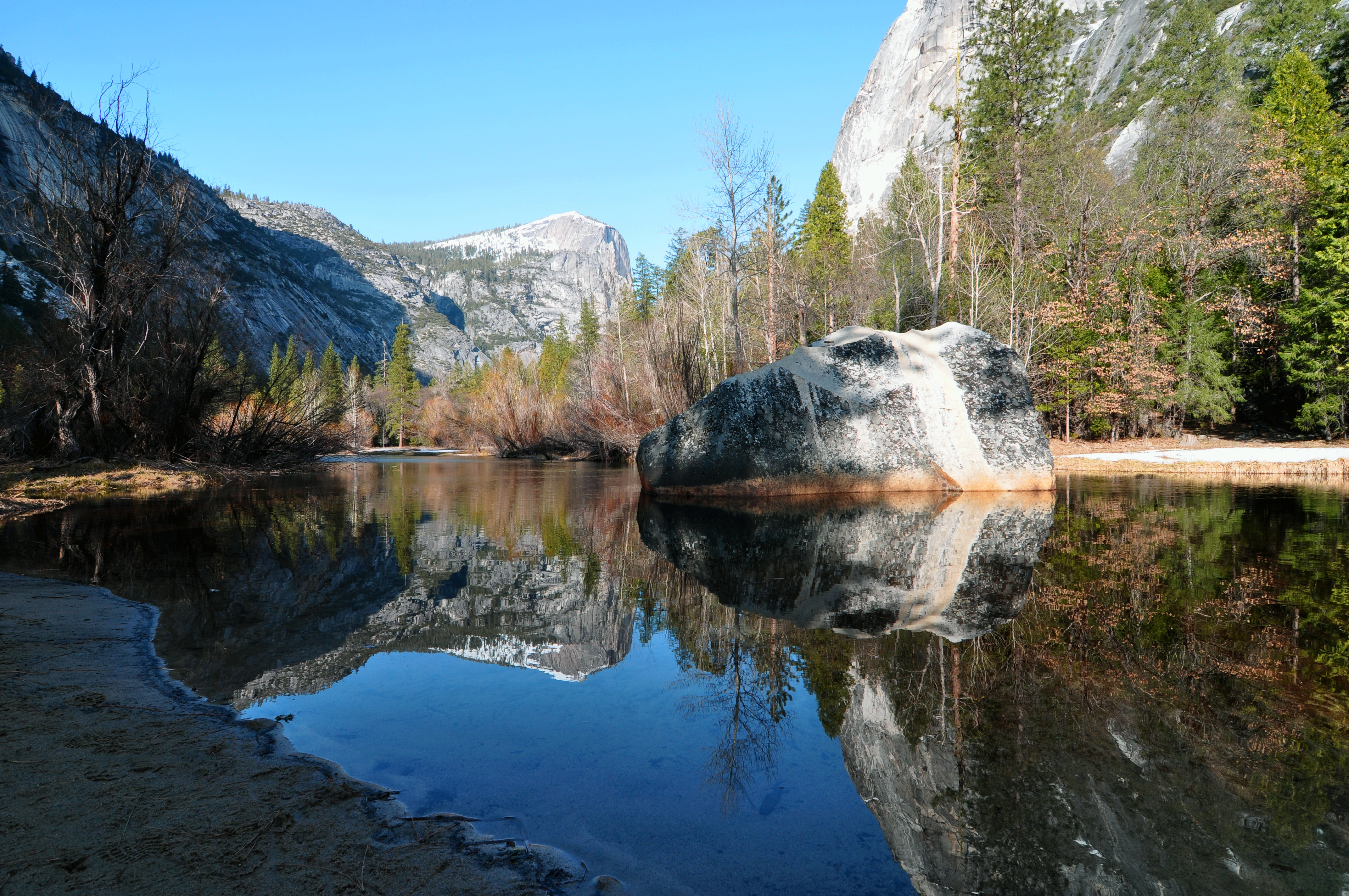
بحيرة المرآه في المنتزة

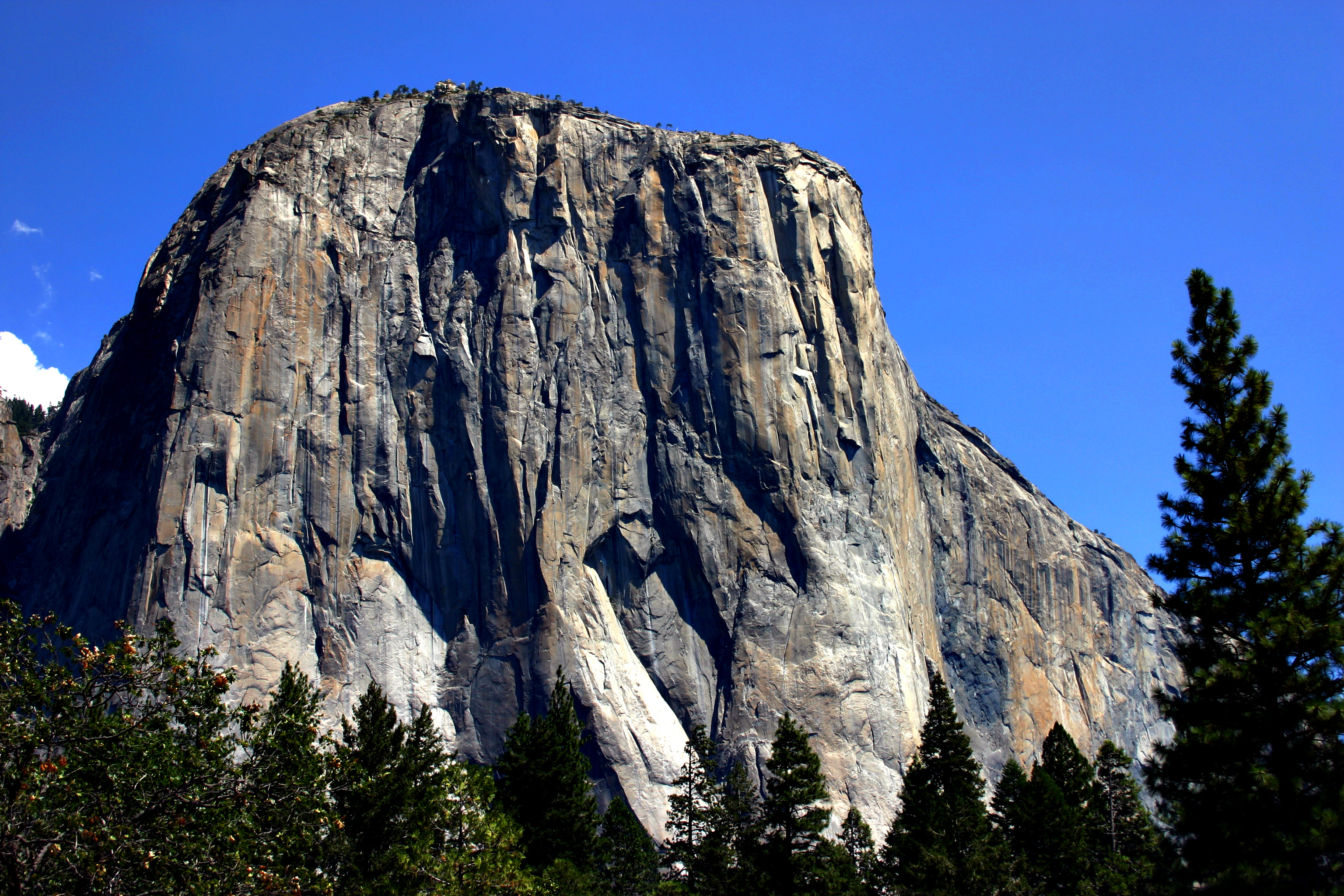

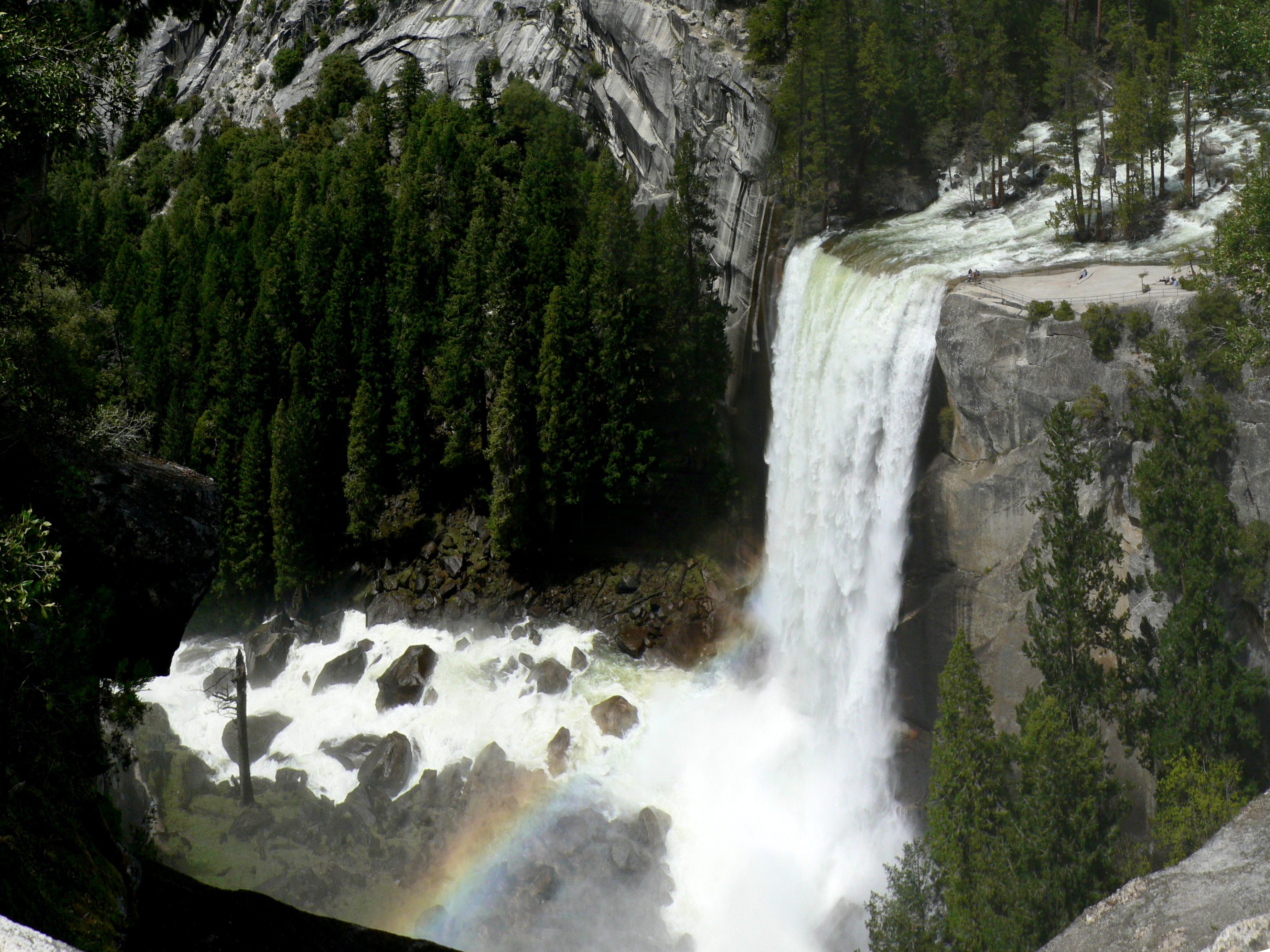
شلالات فينرل في منتهزة يوسمايت الوطني

متنزه يوسميتي الوطني (بالإنجليزية Yosemite National Park) يقع في كاليفورنيا في الولايات المتحدة الأمريكية يمر منه نهر ميرسد Merced River بواسطة وادٍ ضيق.
يحوي العديد من الشلالات أهمها شلال يوسمايت العلوي Upper Yosemite Fall وشلال يوسمايت السفلي Lower Yosemite Fall.
يحوي تقريباً 130 نوعا من النباتات المزهرة وحوالي 31 نوعا من الأشجار منها غابات الصنوبر والأرز، ويحوي أيضاً حوالي 220 نوعا من الطيور.

## المناخ
يظهر الجدول التالي التغييرات المناخية على مدار السنة لمتنزه يوسيميتي الوطني:
| البيانات المناخية لـمتنزه يوسيميتي الوطني | البيانات المناخية لـمتنزه يوسيميتي الوطني | البيانات المناخية لـمتنزه يوسيميتي الوطني | البيانات المناخية لـمتنزه يوسيميتي الوطني | البيانات المناخية لـمتنزه يوسيميتي الوطني | البيانات المناخية لـمتنزه يوسيميتي الوطني | البيانات المناخية لـمتنزه يوسيميتي الوطني | البيانات المناخية لـمتنزه يوسيميتي الوطني | البيانات المناخية لـمتنزه يوسيميتي الوطني | البيانات المناخية لـمتنزه يوسيميتي الوطني | البيانات المناخية لـمتنزه يوسيميتي الوطني | البيانات المناخية لـمتنزه يوسيميتي الوطني | البيانات المناخية لـمتنزه يوسيميتي الوطني | البيانات المناخية لـمتنزه يوسيميتي الوطني |
| الشهر                                     | يناير                                     | فبراير                                    | مارس                                      | أبريل                                     | مايو                                      | يونيو                                     | يوليو                                     | أغسطس                                     | سبتمبر                                    | أكتوبر                                    | نوفمبر                                    | ديسمبر                                    | المعدل السنوي                             |
| ----------------------------------------- | ----------------------------------------- | ----------------------------------------- | ----------------------------------------- | ----------------------------------------- | ----------------------------------------- | ----------------------------------------- | ----------------------------------------- | ----------------------------------------- | ----------------------------------------- | ----------------------------------------- | ----------------------------------------- | ----------------------------------------- | ----------------------------------------- |
| الدرجة القصوى °ف (°م)                     | 72 (22)                                   | 82 (28)                                   | 90 (32)                                   | 96 (36)                                   | 99 (37)                                   | 103 (39)                                  | 115 (46)                                  | 110 (43)                                  | 108 (42)                                  | 98 (37)                                   | 86 (30)                                   | 73 (23)                                   | 115 (46)                                  |
| متوسط درجة الحرارة الكبرى °ف (°م)         | 47.2 (8.4)                                | 53.1 (11.7)                               | 58.7 (14.8)                               | 65.9 (18.8)                               | 72.8 (22.7)                               | 81.4 (27.4)                               | 89.9 (32.2)                               | 89.5 (31.9)                               | 83.5 (28.6)                               | 73.5 (23.1)                               | 57.7 (14.3)                               | 47.5 (8.6)                                | 68.3 (20.2)                               |
| متوسط درجة الحرارة الصغرى °ف (°م)         | 25.6 (−3.6)                               | 28.1 (−2.2)                               | 31.0 (−0.6)                               | 35.9 (2.2)                                | 41.6 (5.3)                                | 47.3 (8.5)                                | 53.2 (11.8)                               | 52.0 (11.1)                               | 46.7 (8.2)                                | 38.3 (3.5)                                | 30.2 (−1.0)                               | 26.2 (−3.2)                               | 38.0 (3.3)                                |
| أدنى درجة حرارة °ف (°م)                   | −6 (−21)                                  | 1 (−17)                                   | 9 (−13)                                   | 12 (−11)                                  | 15 (−9)                                   | 14 (−10)                                  | 32 (0)                                    | 32 (0)                                    | 24 (−4)                                   | 19 (−7)                                   | 10 (−12)                                  | −1 (−18)                                  | −6 (−21)                                  |
| الهطول إنش (مم)                           | 6.51 (165)                                | 6.17 (157)                                | 5.39 (137)                                | 3.04 (77)                                 | 1.47 (37)                                 | 0.70 (18)                                 | 0.31 (7.9)                                | 0.20 (5.1)                                | 0.66 (17)                                 | 1.91 (49)                                 | 3.93 (100)                                | 5.97 (152)                                | 36.26 (922)                               |
| متوسط تساقط الثلوج إنش (سم)               | 16.2 (41)                                 | 14.6 (37)                                 | 12.9 (33)                                 | 5.1 (13)                                  | 0.2 (0.51)                                | 0 (0)                                     | 0 (0)                                     | 0 (0)                                     | 0 (0)                                     | 0.2 (0.51)                                | 3.6 (9.1)                                 | 12.5 (32)                                 | 65.6 (167)                                |
| متوسط أيام هطول الأمطار (≥ 0.01 in)       | 9                                         | 9                                         | 10                                        | 7                                         | 5                                         | 3                                         | 1                                         | 1                                         | 2                                         | 4                                         | 6                                         | 8                                         | 65                                        |
| ساعات سطوع الشمس الشهرية                  | 186.0                                     | 196.0                                     | 279.0                                     | 300.0                                     | 341.0                                     | 333.0                                     | 372.0                                     | 341.0                                     | 300.0                                     | 279.0                                     | 210.0                                     | 186.0                                     | 3٬323                                     |
| ساعات سطوع الشمس اليومية                  | 6.0                                       | 7.0                                       | 9.0                                       | 10.0                                      | 11.0                                      | 11.0                                      | 12.0                                      | 11.0                                      | 10.0                                      | 9.0                                       | 7.0                                       | 6.0                                       | 9.1                                       |
| نسبة وصول أشعة الشمس                      | 60                                        | 64                                        | 75                                        | 77                                        | 79                                        | 73                                        | 86                                        | 79                                        | 83                                        | 82                                        | 70                                        | 60                                        | 74                                        |
| المصدر #1: WRCC (1905–2012)               |                                           |                                           |                                           |                                           |                                           |                                           |                                           |                                           |                                           |                                           |                                           |                                           |                                           |
| المصدر #2: Weather Atlas (sunshine data)  |                                           |                                           |                                           |                                           |                                           |                                           |                                           |                                           |                                           |                                           |                                           |                                           |                                           |

## أعلام
- دينيسي بوتير
- دان عثمان
- تود سكينر
- جورج فيسك

## اقرأ أيضا
- الكابتن
- نهر ميرسيد
- غالين كلارك
- تاريخ منطقة يوسيميتي